# Jack Whittingham
Jack Whittingham (Harrogate, Yorkshire, Inglaterra; 1910 - Malta; 3 de julio de 1972) fue un guionista, crítico de cine y dramaturgo británico.
Es particularmente famoso por haber colaborado con Ian Fleming y Kevin McClory en un guion para una película de James Bond. Cuando estos planes fueron descartados, Fleming novelizó el trabajo en su novena novela oficial, Operación Trueno; sin embargo, la novela sólo acreditaba a Fleming. McClory y Whittingham denunciaron entonces a Fleming, lo que llevó a una sentencia en 1963 que daba a McClory los derechos de la novela. Durante el juicio, Jack Whitingham dejó el rol de 'co-demandante' y se mantuvo junto a Kevin como 'testigo principal', habiendo previamente firmado la renuncia total a sus derechos "de cualquier naturaleza" cuando el guion fuese considerado terminado. Como resultado de la sentencia, versiones futuras de la novela estuvieron obligadas a acreditar "basada en una idea de Kevin McClory, Jack Whittingham y Ian Fleming" (en ese orden).